# Салатрук
Салатру́к — річка в Українських Карпатах, у межах Надвірнянського району Івано-Франківської області. Ліва притока Бистриці Надвірнянської (басейн Дністра). 

## Опис
Довжина 13 км, площа басейну 44,6 км². Похил річки 35 м/км. Річка гірського типу. Долина вузька і глибока, майже повністю заліснена. Річище слабозвивисте, дно кам'янисте, з численними перекатами. 

## Розташування
Салатрук бере початок на південний схід від Урвища Пекло, при південно-західних схилах хребта Боярин — Негрова (масив Ґорґани). Тече переважно на південний схід (у верхів'ях — частково на південь). Впадає до Бистриці Надвірнянської поруч з центральною частиною села Бистриця.

## Етимологія назви
Назва, очевидно, походить від румунського топоніма Sălătruc. В Румунії є чотири населені пункти з такою назвою.

## Цікаві факти
- На одній з приток, потоці Салатручіль, розташований водоспад Салатручіль.
- На лівобережжі річки біля села Бистриці розташований Високогірний дендропарк.